# پاتریشیا گروبن

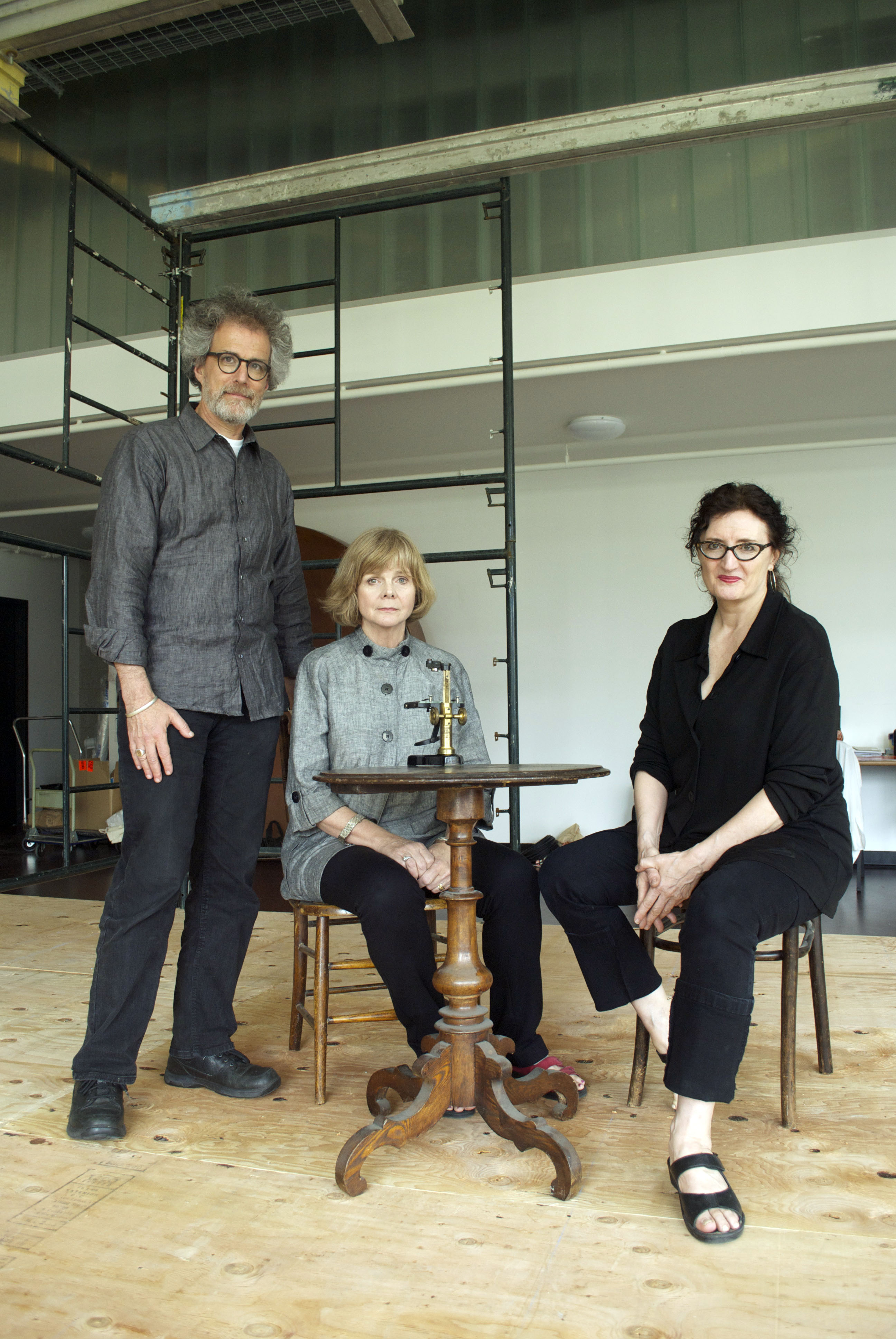
استادان دانشگاه سایمون فریزر: مارتین گوتفریت و پاتریشیا گروبن و طراح صحنه ماریان ویهاک

پاتریشیا گروبن (به انگلیسی: Patricia Gruben) فیلمساز آمریکایی است که در حال حاضر در دانشگاه سیمون فریزر در بریتیش کلمبیا، کانادا، رشته مطالعات سینمایی را تدریس می‌کند. او در کارنامه هنری خود چند فیلم سینمایی و تعدادی فیلم کوتاه دارد. گروبن در مشاغل مختلف صنعت سینما، از امور صحنه گرفته تا کارگردانی فیلم بلند، کار کرده‌است. در سال ۲۰۱۵، گروبن برنده جایزه زن سال از جانب اتحادیه سینماگران Teamsters 155 شد.

## زندگی‌نامه
گروبن در سال ۱۹۴۷ در شهر شیکاگو، ایالت ایلینوی به دنیا آمد. او نخست در دانشگاه رایس در رشته انسان‌شناسی تحصیل کرد. او سپس به دانشگاه تگزاس رفت و به تحصیل در رشته سینما پرداخت. پس از اتمام تحصیلات تکمیلی، در اوایل دهه ۱۹۷۰ به تورنتو نقل مکان کرد. گروبن در طول سال‌های بعد در زمینه‌های مختلف صنعت سینما، از تبلیغات گرفته تا تولیدات مخصوص کودکان، فعالیت کرد. او در طول زندگی حرفه‌ای خود در مقام کارگردان، تدوینگر، دستیار کارگردان، فیلمبردار، دستیار صحنه، کارگردان هنری، نویسنده، دکوراتور و تهیه‌کننده فعالیت داشته‌است.

## مسیر حرفه‌ای
نخستین تجربه او یک اثر کوتاه تحت عنوان شخصیت مرکزی (۱۹۷۹) بود. کتاب درآمدی به حضور زنان در سینمای بین‌المللی (The Women's Companion to International Film) به قلم آنت کوهن و سوزانا رادستون، بیان می‌کند که این فیلم کوتاه «به عنوان اثر یک چهره جدید مهم در سینمای آوانگارد کانادا» فوراً مورد توجه قرار گرفت. گروبن در ادامه فیلم کوتاه تجربی دیگری به نام شواهد غربال‌شده (۱۹۸۲) را ساخت که مورد توجه جشنواره‌های بین‌المللی قرار گرفت.
گروبن قبل از ساخت اولین فیلم بلند خود، به عنوان دکوراتور برای فیلم قبض‌و‌بسط‌ها (۱۹۸۲) که یک فیلم ژانر وحشت به کارگردانی ویلیام فروت بود کار کرد. گروبن سپس دید کم (۱۹۸۴) را نویسندگی و کارگردانی کرد که داستان مردی که حافظه و قابلیت برای برقراری ارتباط با دیگران را از دست می‌دهد بیان می‌کند. گروبن همچنین نویسندگی و کارگردانی خواب عمیق (۱۹۹۰) و کارگردانی تبار بی‌تکلف (۱۹۹۳) را به ثمر رساند. تبار بی‌تکلف یک مستند خودزندگی‌نامه‌‌ای است که بر اساس شجره‌نامه گروبن ساخته شده‌است. او در طول فیلم، مسیر اجدادی‌اش را از آمریکا تا آلمان و کانادا دنبال می‌کند.
گروبن در سال ۱۹۸۴ در دانشگاه سایمون فریزر شروع به تدریس کرد. سه سال بعد، در سال ۱۹۸۷، گروبن و کالین براون مرکز فیلمنامه نویسان پراکسیس را تأسیس کردند. این برنامه بخشی از دانشکده هنرهای معاصر دانشگاه سیمون فریزر بود که از دولت بریتیش کلمبیا و دانشگاه کمک مالی دریافت کرد. هدف از این برنامه کمک به فیلمنامه نویسان کانادایی از طریق ایجاد فرصتی برای همکاری با متخصصان این صنعت بود. در سال ۲۰۱۳، یک مقاله گلوب اند میل اعلام کرد که این برنامه در سال ۲۰۱۴ به دلیل کمبود بودجه به پایان می‌رسد. این برنامه در سال ۲۰۱۵ از دانشگاه حذف شد. گروبن در حال حاضر دانشیار دانشگاه سایمون فریزر است و در سینمای هند تخصص دارد.
در سال ۲۰۱۵ او داور جایزه داریل دوک (Daryl Duke) بود.

## جوایز
گروبن جایزه زن سال Teamsters 155 را در سال ۲۰۱۵ از اتحادیه زنان در سینما و تلویزیون که سازمانی غیرانتفاعی و برگزارکننده این جوایز است دریافت کرد. این جایزه به زنی تعلق می‌گیرد که «موفقیت چشمگیری در زمینه سینما یا تلویزیون به دست آورده‌است و به دلیل راهنمایی زنان دیگر در این صنعت، شناخته‌شده است».

## فیلم‌شناسی
- شخصیت مرکزی (۱۹۷۹)
- شواهد غربال‌شده (۱۹۸۲)[۲۱]
- قبض‌وبسط‌ها (۱۹۸۲)، عنوان جایگزین: مرگ گاز می‌گیرد
- دید کم (۱۹۸۴)
- تعیین‌ها (۱۹۸۸)
- خواب عمیق (۱۹۹۰)
- تبار بی‌تکلف (۱۹۹۳)
- قبل از آن که بیفتد (۱۹۹۷)[۲۲]